# Szaúd-Arábia az 1972. évi nyári olimpiai játékokon
Szaúd-Arábia az NSZK-beli Münchenben megrendezett 1972. évi nyári olimpiai játékok egyik részt vevő nemzete volt. Az országot az olimpián 1 sportágban 10 sportoló képviselte, akik érmet nem szereztek. Szaúd-Arábia első alkalommal vett részt az olimpiai játékokon.

## Atlétika
Férfi
| Versenyző                                                                         | Versenyszám     | Előfutam | Előfutam | Előfutam | Negyeddöntő | Negyeddöntő | Negyeddöntő | Elődöntő | Elődöntő | Elődöntő | Döntő   | Döntő    |
| Versenyző                                                                         | Versenyszám     | Idő      | Hely.    | Össz.    | Idő         | Hely.       | Össz.       | Idő      | Hely.    | Össz.    | Idő     | Helyezés |
| --------------------------------------------------------------------------------- | --------------- | -------- | -------- | -------- | ----------- | ----------- | ----------- | -------- | -------- | -------- | ------- | -------- |
| Mansour Al-Juaid                                                                  | 100 m           | 11,23    | 7.       | 83.      | kiesett     | kiesett     | kiesett     | kiesett  | kiesett  | kiesett  | kiesett | kiesett  |
| Said Khalil Al-Dosari                                                             | 200 m           | 22,56    | 7.       | 55.      | kiesett     | kiesett     | kiesett     | kiesett  | kiesett  | kiesett  | kiesett | kiesett  |
| Mohamed Jaman Al-Dosari                                                           | 400 m           | 49,67    | 6.       | 60.      | kiesett     | kiesett     | kiesett     | kiesett  | kiesett  | kiesett  | kiesett | kiesett  |
| Abdul Wahab Naser Al-Safra                                                        | 1500 m          | 4:14,5   | 8.       | 65.      |             |             |             | kiesett  | kiesett  | kiesett  | kiesett | kiesett  |
| Abdullah Al-Mabrouk                                                               | 5000 m          | 15:51,0  | 13.      | 60.      |             |             |             |          |          |          | kiesett | kiesett  |
| Mohamed Jaman Al-Dosari Mansour Al-Juaid Bilal Said Al-Azma Said Khalil Al-Dosari | 4 × 100 m váltó | 43,35    | 6.       | 25.      |             |             |             | kiesett  | kiesett  | kiesett  | kiesett | kiesett  |

| Versenyző             | Versenyszám   | Selejtező | Selejtező | Döntő    | Döntő    |
| Versenyző             | Versenyszám   | Eredmény  | Helyezés  | Eredmény | Helyezés |
| --------------------- | ------------- | --------- | --------- | -------- | -------- |
| Bilal Said Al-Azma    | Távolugrás    | 632 cm    | 35.       | kiesett  | kiesett  |
| Ghazi Saleh Marzouk   | Hármasugrás   | 13,82 m   | 33.       | kiesett  | kiesett  |
| Hussein Al-Taib Maki  | Súlylökés     | 11,57 m   | 29.       | kiesett  | kiesett  |
| Said Farouk Al-Turki  | Diszkoszvetés | 33,78 m   | 28.       | kiesett  | kiesett  |
| Abdul Atif Al-Qahtani | Gerelyhajítás | 53,06 m   | 22.       | kiesett  | kiesett  |